# حسین زندباف
حسین زندباف (زاده ۲۴ فروردین ۱۳۲۵ در ساری) تدوین‌گر، کارگردان و تهیه‌کننده اهل ایران است. آغاز بازی وی در سینما از سال ۱۳۷۱ با فیلم دلاوران کوچه دلگشا به کارگردانی حسن هدایت بوده‌است. او برادر کوچکتر حسن زندباف آهنگساز فیلم است.
حسین زندباف برای تدوین فیلم‌های مرگ سفید ، اتوبوس ، چشم شیطان ، حمله به اچ۳ ،برنده سیمرغ بلورین بهترین تدوین از جشنواره فیلم فجر شده است.

## زندگی
حسين زندباف از جمله مبارزان دوران پيش از انقلاب بوده و از سوي اين رژيم بارها به زندان افتاده است.

## فعالیت حرفه‌ای

### کارگردانی
- مأموریت (۱۳۶۵)
- معما (۱۳۶۵)
- مرگ سفید (۱۳۶۲)
- دست شیطان (۱۳۶۰)

### تهیه‌کنندگی
- زبان مادری (۱۳۸۹)
- شب‌های روشن (۱۳۸۱)
- ایستگاه متروک (۱۳۸۰)
- از کنار هم می‌گذریم (۱۳۷۹)
- شب‌های تهران (۱۳۷۹)
- مومیایی ۳ (۱۳۷۸)
- روانی (۱۳۷۶)
- شمارش معکوس (۱۳۷۶)
- راز مینا (۱۳۷۵)
- سفر (۱۳۷۳)

### تدوین سریال تلویزیونی
- یوسف پیامبر[۹]

### تدوین فیلم سینمایی
- تلفن همراه رئیس‌جمهور (۱۳۹۰)
- رؤیای سینما (۱۳۹۰)
- زبان مادری (۱۳۸۹)
- قبرستان غیرانتفاعی (۱۳۸۹)
- زمهریر (۱۳۸۸)
- دل شکسته (۱۳۸۷)
- همیشه پای یک زن در میان است (۱۳۸۶)
- چوپان دروغگو (۱۳۸۴)
- شاهزاده ایرانی (۱۳۸۴)
- یک تکه نان (۱۳۸۳)
- خوابگاه دختران (۱۳۸۲)
- پروانه‌ای در باد (۱۳۸۲)
- مارمولک (۱۳۸۲)
- هیام (۱۳۸۲)
- شب‌های روشن (۱۳۸۱)
- فرش باد (۱۳۸۱)
- کلاه قرمزی و سروناز (۱۳۸۱)
- گاهی به آسمان نگاه کن (۱۳۸۱)
- ایستگاه متروک (۱۳۸۰)
- بی همتا (۱۳۸۰)
- دختر شیرینی فروش (۱۳۸۰)
- زندانی ۷۰۷ (۱۳۸۰)
- نوروز (۱۳۸۰)
- از کنار هم می‌گذریم (۱۳۷۹)
- تکیه بر باد (۱۳۷۹)
- شب‌های تهران (۱۳۷۹)
- مومیایی۳ (۱۳۷۸)
- پرواز خاموش (۱۳۷۷)
- شیدا (۱۳۷۷)
- هیوا (۱۳۷۷)
- تنها (۱۳۷۶)
- روانی (۱۳۷۶)
- سینما سینماست (۱۳۷۶)
- شمارش معکوس (۱۳۷۶)
- توفان شن (۱۳۷۵)
- راز مینا (۱۳۷۵)
- کمین (۱۳۷۵)
- معجزه خنده (۱۳۷۵)
- بانی چاو (۱۳۷۴)
- بوی پیراهن یوسف (۱۳۷۴)
- دایره سرخ (۱۳۷۴)
- دکل (۱۳۷۴)
- قله دنیا (۱۳۷۴)
- حمله به اچ۳ (۱۳۷۳)
- دل و دشنه (۱۳۷۳)
- سفر (۱۳۷۳)
- مهریه بی بی (۱۳۷۳)
- چشم شیطان (۱۳۷۲)
- خاکستر سبز (۱۳۷۲)
- دمرل (۱۳۷۲)
- از کرخه تا راین (۱۳۷۱)
- دلاوران کوچه دلگشا (۱۳۷۱)
- گریز (۱۳۷۱)
- مستأجر (۱۳۷۱)
- تبعیدی‌ها (۱۳۷۰)
- دو نفر و نصفی (۱۳۷۰)
- ساده لوح (۱۳۷۰)
- شتابزده (۱۳۷۰)
- آپارتمان شماره ۱۳ (۱۳۶۹)
- شهر خاکستری (۱۳۶۹)
- باغ سید (۱۳۶۸)
- رانده شده (۱۳۶۸)
- ساوالان (۱۳۶۸)
- مهاجر (۱۳۶۸)
- دلار (۱۳۶۷)
- ایستگاه (۱۳۶۶)
- مأموریت (۱۳۶۵)
- معما (۱۳۶۵)
- آتش در زمستان (۱۳۶۴)
- اتوبوس (۱۳۶۴)
- طائل (۱۳۶۳)
- مردی که زیاد می‌دانست (۱۳۶۳)
- مرگ سفید (۱۳۶۲)
- دست شیطان (۱۳۶۰)